# Última Hora (Paraguay)
Última Hora este un cotidian publicat în Paraguay. A fost fondată în 1973, Isaac Kostianovsky, cunoscut sub numele de "Kostia", fiind redactorul său fondator. Înființat ca ziar de seară, a lansat o ediție de dimineață în 1999 și a încetat publicarea ediției de seară în 2002. A lansat o ediție de duminică în 2004, după 30 de ani de funcționare de luni până sâmbătă.
Compania-mamă Editorial El País a fost preluată de Antonio J. Vierci în martie 2003.